# Cristina Scuccia

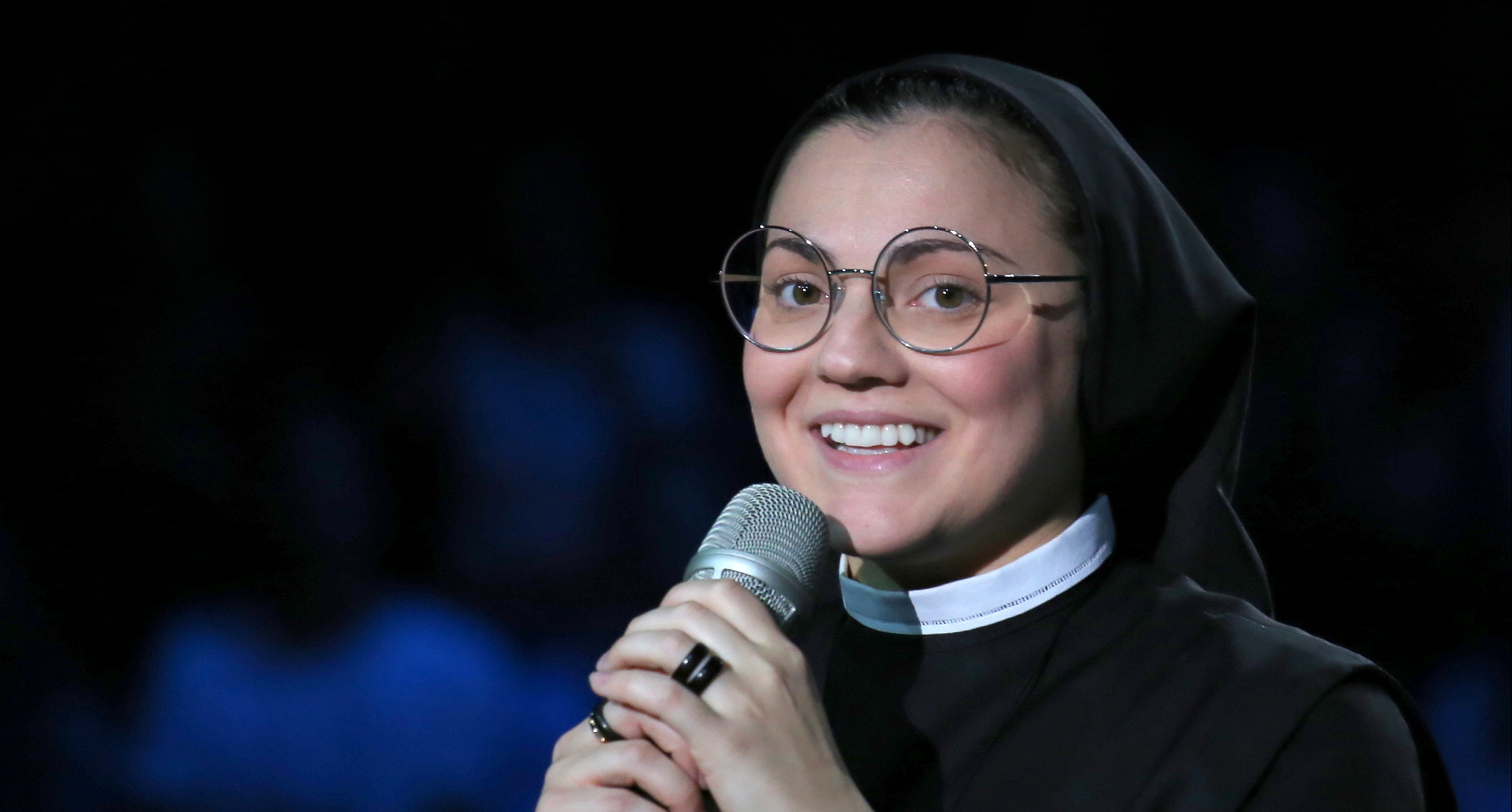
Cristina Scuccia

Cristina Scuccia (* 2. Oktober 1988 in Vittoria) ist eine italienische Sängerin und ehemalige Ordensschwester aus dem Orden der Ursulinen. 2014 gewann sie die zweite Staffel der italienischen Gesangs-Castingshow The Voice of Italy.

## Leben
Scuccia wuchs auf Sizilien auf. Sie absolvierte eine Musical-Ausbildung an der Star Rose Academy in Rom, einer von den Ursulinen betriebenen Schauspiel-, Gesangs- und Musikschule, entschloss sich aber später, Nonne zu werden. Nach ihrem zweijährigen Noviziat in Brasilien legte sie ihr Ordensgelübde ab. Als Ursuline arbeitete sie als Kindergärtnerin für Mädchen in Mailand.
2013 nahm sie am von der italienischen Bischofskonferenz organisierten Good News Festival teil. Durch ein Video ihres dortigen Auftritts wurden Verantwortliche von The Voice of Italy auf Scuccia aufmerksam und luden sie zur Teilnahme an der Castingshow ein. Aufnahmen ihrer Auftritte bei The Voice of Italy erreichten auf YouTube mehrere Millionen Klicks und brachten Scuccia internationale Medienaufmerksamkeit. Am 5. Juni 2014 gewann sie das Finale der zweiten Staffel der Castingshow. Am 11. November 2014 erschien ihr Debütalbum Sister Cristina. Im März 2018 erschien ihre zweite CD Felice.
Im September 2019 legte sie ihr Ewiges Gelübde ab. Im November 2022 gab sie bekannt, dass sie aus dem Orden ausgetreten ist und nun als Cristina Scuccia weiter an ihrer musikalischen Karriere arbeite.

## Diskografie
Alben
- 2014: Sister Cristina
- 2018: Felice